# Гнеушев, Валентин Александрович
Валентин Александрович Гнеушев (род. 20 декабря 1951, Нижний Тагил, РСФСР) — российский цирковой режиссёр и хореограф. Заслуженный деятель искусств Российской Федерации (1997).

## Биография

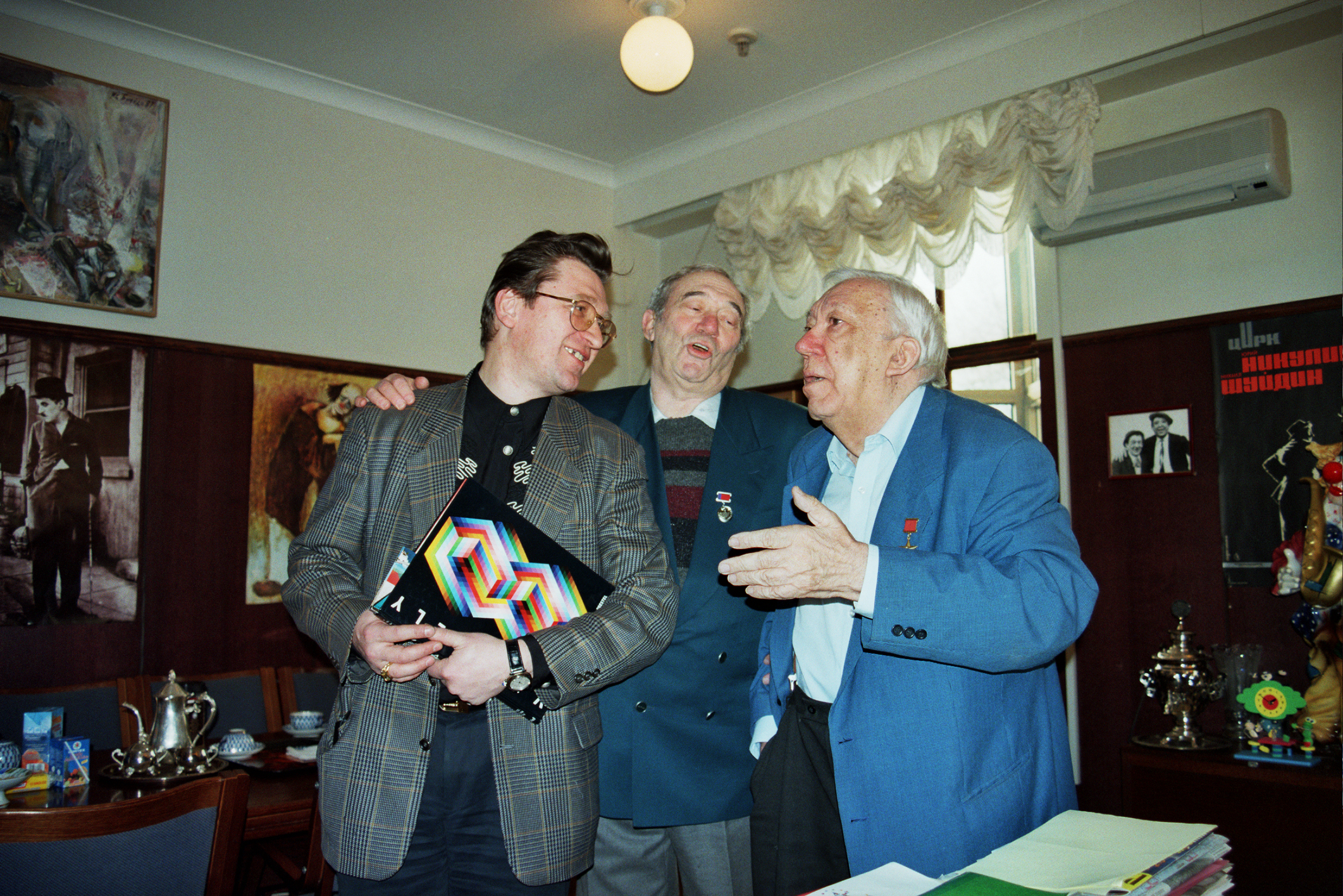
Валентин Гнеушев, Леонид Куксо и Юрий Никулин

Валентин Гнеушев родился в Нижнем Тагиле, в татарской семье. 
С 1971 по 1979 год работал актёром театра пластической драмы под руководством Гедрюса Мацкявичюса.
В 1978 г. окончил ГУЦЭИ, отделение клоунады, где преподавал с 1980 по 1983 год.
В 1986 г. окончил Государственный институт театрального искусства, факультет режиссуры и цирка (РАТИ), где сразу же начал преподавать.
В 1996 году Гнеушев набрал курс режиссёров цирка при РАТИ.
С 1982 по 1994 гг. работал режиссёром в Московской Студии, куда пришёл по приглашению своего педагога, циркового режиссёра Сергея Каштеляна.
С 1983 г. начал создавать цирковые номера по собственной методике и на основе оригинальных идей.
В 1985 г. создал работу «Красный Арлекин» и как режиссёр по пластике и хореограф принимал участие в создании воздушного полёта «Журавли».
В 1988 г. организовал внутри Студии собственную экспериментальную мастерскую.
Валентин Гнеушев — постановщик более 30 уникальных номеров, которые  выступают по всему миру. Многие из них были представлены на международных фестивалях цирка в Париже и Монте-Карло, где получали награды.
В 1989 г. поставил номер для Владимира Кехаяла, который позднее ушёл работать в цирк Cirque du Soleil, а затем в Голливуд.

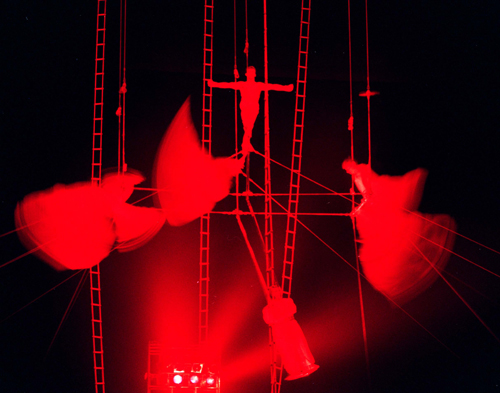
«Перезвоны» перед гастролями в США. Фото Михаила Евстафьева

В 1991 году  Гнеушев поставил цирковое шоу «Цирк Валентин», состоящее только из его номеров, которое с успехом шло на Бродвее, в театре Гершвина, в Нью-Йорке.
В 1995 году поставил в Японии цирковое шоу «Музыкальный цирк Фантазия», которое также прошло в Токио.
В 1994 г. Гнеушев пришёл в Московский цирк на Цветном бульваре, вместе со своей творческой экспериментальной мастерской, которая при поддержке Правительства России и Москвы переорганизовалась в творческо-экспериментальную студию при цирке по подготовке новых номеров.
В 1995 г. поставил в цирке программу «Сладкая..! Любовь».
Много работал с Юрием Никулиным, а в 1996 г. был назначен главным режиссёром Московского цирка на Цветном бульваре. В октябре 1996 г. в Никулинском цирке состоялась премьера новой программы, поставленной Гнеушевым в русском стиле, «Ярмарка чудес».
В 1997 году поставил в Японии шоу «Ангелы снов».
Сотрудничал в театре с Р. Виктюком, К. Гинкасом, П. Штейном, Г. Волчек и другими известными режиссёрами.

## Творчество

### Режиссура
В качестве режиссёра по пластике участвовал в создании спектаклей:
- «Царская охота» (1975) в Театре Моссовета
- «Тамада» (1986) во МХАТе
- «Карманный театр» (1986) в Ленкоме
- «Федра» (1988) в Театре на Таганке
- «Служанки» (1988) в «Сатириконе»
- «Мелкий бес» и «Крутой маршрут» (1989) в «Современнике»
- «Наш Декамерон» (1989) в Театре им. Ермоловой
- «Лолита» (1992) в Театре Романа Виктюка

### Актёрские работы
- 1977 — «Аленький цветочек» — Егорка
- 1997 — «Старые песни о главном 2» — исполнитель сальто в образе таксиста-кавказца (не указан в титрах)